# Giải của Hội phê bình phim Boston cho kịch bản hay nhất

Giải của Hội phê bình phim Boston cho kịch bản hay nhất là một trong các giải của Hội phê bình phim Boston dành cho kịch bản phim được bầu chọn là xuất sắc nhất.
Dưới đây là danh sách kịch bản phim và người đoạt giải:

### Thập niên 1980
- 1980: Melvin and Howard

của Bo Goldman
- 1981: My Dinner with Andre

của Andre Gregory & Wallace Shawn
- 1982: Diner

của Barry Levinson
- 1983: Pauline à la plage (Pauline at the Beach)

của Eric Rohmer
- 1984: Repo Man

của Alex Cox
- 1985: The Purple Rose of Cairo

của Woody Allen
- 1986: Hannah and Her Sisters

của Woody Allen
- 1987: Broadcast News

của James L. Brooks
- 1988: Không có thông tin
- 1989: Không có thông tin

### Thập niên 1990
- 1990: Reversal of Fortune

củaNicholas Kazan
- 1991: Naked Lunch

của David Cronenberg
- 1992: Không có thông tin
- 1993: Short Cuts

của Robert Altman & Frank Barhydt
- 1994: Pulp Fiction

của Roger Avary & Quentin Tarantino
- 1995: Sense and Sensibility

của Emma Thompson
- 1996: Big Night

của Joseph Tropiano & Stanley Tucci
- 1997: L.A. Confidential

của Curtis Hanson & Brian Helgeland
- 1998: Out of Sight

của Scott Frank
- 1999: Being John Malkovich

của Charlie Kaufman

### Thập niên 2000
| Năm  | Kịch bản phim     | Tác giả                                | Nguồn                                                                    |
| ---- | ----------------- | -------------------------------------- | ------------------------------------------------------------------------ |
| 2000 | Almost Famous     | Cameron Crowe                          | —                                                                        |
| 2000 | Wonder Boys       | Steve Kloves                           | novel của Michael Chabon                                                 |
| 2001 | Memento           | Christopher Nolan                      | short story của Jonathan Nolan                                           |
| 2002 | Adaptation.       | Charlie & Donald Kaufman               | book của Susan Orlean                                                    |
| 2003 | American Splendor | Shari Springer Berman & Robert Pulcini | comic book series của Harvey Pekar & comic book series của Joyce Brabner |
| 2004 | Sideways          | Alexander Payne & Jim Taylor           | novel của Rex Pickett                                                    |
| 2005 | Capote            | Dan Futterman                          | book của Gerald Clarke                                                   |
| 2006 | The Departed      | William Monahan                        | film của Siu Fai Mak & Felix Chong                                       |
| 2007 | Ratatouille       | Brad Bird                              | —                                                                        |
| 2008 | Milk              | Dustin Lance Black                     | —                                                                        |